# Louise Götz
Louise Götz, även känd som Louise Saint Rémy, S:t Remy eller Remi, född 1772, var en svensk skådespelare.  Hon tillhörde den gustavianska tidens pionjärskådespelerskor och nämns ofta i verk om den gustavianska teatern.  Hon var engagerad vid Dramaten 1788-1805.   

## Biografi
Louise Götz var dotter till Louis Götz, som var perukmakare först vid Svenska dramatiska teatern och sedan vid Dramaten och Operan i Stockholm.   Hon anställdes av Adolf Fredrik Ristell vid Ristells teater i Stora Bollhuset år 1787 tillsammans med Elisabeth Forsselius och Christina Charlotta Neuman. 

### Karriär
1788 blev hon aktris vid den nygrundade Dramaten och därmed ledamot i dess styrelse.   Omröstningarna där beskrivs som demonstrationer av ledamöternas inkompetens, som då Götz genom räkning på fingrarna kom fram till att Bellmans Den ärorika dagen inte förtjänade att bli uppfört.  
En välkänd rapport från Abraham Niclas Edelcrantz till Gustav III från den 26 oktober 1789 har blivit ett exempel på dess styrelsemöten, där ledamöterna skulle fatta beslut om en pjäs av kungen, som inlämnats till teatern anonymt, skulle uppföras: 
”Uppläste ordningsmannen en ingifven ny pjäs, komedi i tre akter, kallad ’Alexis Michailowitz och Natalja Nariskin, eller Den fördolde älskaren’. Ledamöterna antogo väl till representation denna pjäs, men yttrade sig hvar och en särskildt som följer. Herr Björn: som författaren uti sitt företal till pjäsen gifvit anledning att tro den vara original, kunde han icke instämma däruti, utan fann han pjäsen vara en lycklig imitation efter en pjäs i en akt af Saint Foix kallad ’Le rival supposé’. Herr de Broen fann vid själfva titeln af pjäsen och de ryska namnen sig så förargad, att han ej med någon redighet kunde afhöra läsningen. Trodde föröfrigt, att teatern ej kunde på denna pjäs förtjäna något, och tyckte slutligen, att den var så höglärd, att han ej förstod honom. Herr Ahlgren och fru Marcadet ville ingenting säga om pjäsen i anseende därtill, att deras tid vid teatern redan vore förliden, innan denna pjäs kunde komma i fråga att uppföras. M:lle Löf tyckte mycket om pjäsen för inventionens skull. Skulle den okände författaren åstunda någon explication på hennes invention, så tillbjuder hon sig att den meddela. M:lle Neuman känner ej de ryska herrarna, efter de aldrig gjort hennes föräldrar den äran. Fru Remi: Jag är sur mon honneur mycket flatterad att få bli lierad med så förnäma personer. De öfriga ledamöterna tego.”
Louise Götz har som person beskrivits som naiv och sensuell och som "helt och hållet subrett", och hon spelade främst pojk- och flickroller:"Mamsell Götz, sedan fru S:t Remy, var utmärkt i subrettroller t. ex. Lisa Spitsenas i "Kapten Puff". 
Tillsammans med Elisabeth Forsselius spelade hon de två nyfikna flickorna Anna och Stina i Siri Brahe och Johan Gyllenstierna säsongerna 1788-89 och 1790-91 och Hyacinte i Diedrich Menschenschbräck (delad med Maria Franck) 1795-96.    Bland övriga roller var de främsta Gurli i Indianerna i England och Lisa Spitsenas i Kapten Puff.   Götz spelade sällan tyngre huvudroller, förutom då hon en gång spelade rollen som Lovisa mot Carl Schylander i Den Bedrägliga Anledningen.  En framgångsrik roll var Kotzebues treaktskomedi "Indianerne i England" hösten 1792, där det sades: 
"Stycket slog mycket an med fru Remy såsom det naiva, af falsk sentimentalitet öfverströmmande naturbarnet Gurli och Waltman såsom den ypperligaste, karrikerade sir Samuel Smith." 
Hon var en populär artist som enligt Clewberg-Edelcrantz hade "den lyckan att behaga allmänheten", och hennes lön vid Dramaten hörde till de högre. 
Som anställd vid Dramaten, som räknades in under Kungliga hovstaterna, var hon liksom de övriga aktörerna automatiskt en del av hovets hushåll och uppträdde även där när hon blev ombedd. Ett sådant tillfälle var då ett skådespel av Bellman uppfördes för Gustav III vid Haga slottets park 1789, där de anställda vid Dramaten skulle spela karikatyrer av sina kolleger; Louise Remy gjorde då rollen av Didrik Gabriel Björn.  Motspelare var Carlo Uttini (som Abraham De Broen), Lars Hjortsberg (Fredrica Löf), Carl Schylander (Lars Hjortsberg), Abraham De Broen (Anna Brita Holmberg), Carl Gustaf Grönström (Maria Franck), Fredriksson (Johanna Fredrika Wibergsson), Magnus Hjortsberg (Ordningsmannen), Ståhl (som sig själv), Bellman (som en soldat) och Fredrica Löf (som soldatdotter).

### Privatliv
Gift 1789 med kunglige kammarherre Gabriel Saint-Remy: efter skilsmässan återtog hon sitt namn Götz.   År 1803 kom en fransk skådespelartrupp till Sverige, som uppträdde på Operan parallellt med de svenska artisterna. Hon ska ha gift sig med en av dess medlemmar.   Då det franska sällskapet lämnade landet 1806, följde Louise Götz-Remy med dem.